# Henrik Löfkvist
Henrik Löfkvist, né le 5 mai 1995 en Suède, est un footballeur suédois qui évolue au poste de défenseur central au Jönköpings Södra IF.

## Biographie

### Débuts professionnels
Henrik Löfkvist est formé au Kalmar FF, mais sa famille déménage ensuite à Gotland, et il rejoint le FC Gute (en). Il fait ses débuts dans ce club, en quatrième division suédoise. Lors de la saison 2015, il joue pour l'Akropolis IF, en troisième division suédoise.

### Dalkurd FF
Le 7 janvier 2016, Henrik Löfkvist signe en faveur du Dalkurd FF, pour trois ans. Löfkvist découvre alors la Superettan. Il joue son premier match sous ses nouvelles couleurs dans cette compétition le 3 avril 2016, contre l'Assyriska FF. Il est titulaire et son équipe s'incline ce jour-là.
Löfkvist s'impose directement comme titulaire au sein de l'équipe. En l'espace de deux ans, il joue quasiment tous les matchs et participe à la montée historique du club en Allsvenskan, le Dalkurd FF terminant deuxième de Superettan lors de la saison 2017.
Löfkvist découvre donc l'élite du football suédois avec le Dalkurd FF, jouant son premier match le 2 avril 2018, lors de la première journée de la saison 2018 contre l'AIK Solna. Il est titularisé et son équipe s'incline par deux buts à zéro.

### Kalmar FF
Le 4 février 2019, Henrik Löfkvist s'engage pour trois ans au Kalmar FF, effectuant donc son retour dans un club où il a déjà évolué dans les équipes de jeunes. Il joue son premier match sous ses nouvelles couleurs le 31 mars 2019, lors d'une rencontre d'Allsvenskan contre l'IK Sirius. Il est titulaire lors de ce match, qui se solde par la défaite des siens (0-2).

### Jönköpings Södra IF
Le 16 janvier 2022, Henrik Löfkvist rejoint librement le Jönköpings Södra IF, club évoluant alors en Superettan.

## Palmarès
- Vice-champion de Suède de D2 en 2017 avec le Dalkurd FF